# Catechol-O-methyltransferase

Giáng hóa norepinephrine. Catechol-O -methyltransferase chú thích trong màu xanh lá cây.

Catechol-O-methyltransferase (COMT; EC 2.1.1.6) là một enzyme than gia vào quá trình giáng hóa catecholamine (như dopamine, epinephrine, norepinephrine), catecholestrogen và các loại thuốc cấu trúc chứa catechol. Ở người, protein catechol-O-methyltransferase được mã hóa bởi gen COMT. Hai dạng đồng phân của COMT được tạo ra: dạng ngắn (dạng hòa tan, S-COMT) và dạng dài (dạng gắn màng, MB-COMT). COMT lần đầu tiên được nhà hóa sinh Julius Axelrod phát hiện năm 1957.

## Chức năng
Catechol- O -methyltransferase có liên quan đến việc bất hoạt chất dẫn truyền thần kinh catecholamine (dopamine, epinephrine và norepinephrine). Enzym trình diện một nhóm methyl của S-adenosyl methionine (SAM) cho catecholamine. Bất kỳ hợp chất nào có cấu trúc chứa catechol (như catecholestrogen và flavonoid) đều là chất nền của COMT.
Levodopa, tiền chất của catecholamine, là chất nền quan trọng của COMT. Các chất ức chế COMT (như entacapone), sẽ ngăn hợp chất levodopa khỏi bị tiếp xúc với COMT và kéo dài tác dụng của levodopa. Entacapone là một loại thuốc bổ sung, sử dụng rộng rãi trong điều trị thuốc chứa levodopa. Khi dùng thuốc ức chế dopa decarboxylase (ví dụ như carbidopa hoặc benserazide), levodopa được bảo tồn ở trạng thái tối ưu. "Tam liệu pháp" này là một tiêu chuẩn trong điều trị bệnh Parkinson.
Phản ứng cụ thể được xúc tác bởi COMT như sau:
- Dopamine → 3-Methoxytyramin
- DOPAC → HVA (axit homovanillic)
- Norepinephrine → Normetanephrine
- Epinephrine → Metanephrine
- Dihydroxyphenylethylene glycol (DOPEG) → Methoxyhydroxyphenylglycol (MOPEG)
- Axit 3,4-Dihydroxymandelic (DOMA) → Axit Vanillylmandelic (VMA)

Trong não, sự giáng hóa dopamine phụ thuộc COMT có tầm quan trọng đặc biệt ở các vùng não có biểu hiện vận chuyển dopamine suy giảm trước tuổi (DAT), chẳng hạn như vỏ não trước trán. (Trong PFC, dopamine cũng bị chất vận chuyển norepinephrine tiền ung thư (NET) loại bỏ và bị monoamin oxydase giáng hóa.).
COMT dạng hòa tan tìm thấy ở dịch ngoại bào, mặc dù COMT ngoại bào ít vai trò hơn trong hệ thần kinh trung ương. :210 Mặc dù COMT quan trong cho tế bào thần kinh, nhưng enzyme này chủ yếu tìm thấy ở gan. :135

## Danh pháp
COMT là danh pháp đặt cho gen mã hóa enzyme này. Chữ O trong danh pháp viết tắt của oxy, không phải là vị trí ortho trong vòng thơm.

## Các thuốc ức chế COMT
Các chất ức chế COMT là entacapone, tolcapone, opicapone và nitecapone. Tất cả các chất này (ngoại trừ nitecapone) đều được sử dụng trong điều trị bệnh Parkinson. Nguy cơ nhiễm độc gan và rối loạn tiêu hóa liên quan hạn chế sử dụng tolcapone.